# Ортодоксальная композиция
Ортодокса́льная компози́ция (англ. orthodox composition) — область шахматной композиции, которая подчиняется обычным шахматным правилам, где цель (мат, выигрыш или ничья), материал (доска, фигуры) и средства (правила игры) — шахматные. Включает две группы:  
а) этюд (англ. study) с заданием «выигрыш» или «ничья» — белые начинают и выигрывают или делают ничью, при этом число ходов решения не ограничивается. Допустимо также задание: «ход чёрных; белые выигрывают (делают ничью)»;  
б) задача (англ. directmate) с условием «мат в определенное число ходов» — белые начинают и объявляют мат не позднее названного хода.